# Бассейн озера Эйр
Бассейн озера Эйр — водосборный речной и пустынный бассейн озера Эйр — самого большого и бессточного озера Австралии; выделяется в отдельный регион.
Эта низменная равнинная и пустынная местность имеет другое название — «Страна каналов». Бассейн озера Эйр по площади примерно равен Франции, Германии и Италии вместе взятым. Площадь бассейна составляет почти одну шестую часть всей площади Австралии. На территории бассейна проживает около 60 000 человек. 60 млн лет назад бассейн представлял собой огромную территорию покрытую лесом, содержащую большое количество рек и озёр. Большинство рек бассейна пересыхают. Когда эта низменная территория затопляется паводковыми водами, они стекают через главные реки бассейна: Купер-Крик, Джорджина и Дайамантина на юг, в самую низкую точку Австралии (16 метров ниже уровня моря) — озеро Эйр (Кати-Тханды-Лейк-Эйр).

## Геология
Бассейн реки Эйр стал формироваться в начале палеогена, когда юго-восточная часть южной Австралии начала опускаться, и реки стали откладывать свои отложения в большую неглубокую часть бассейна. Бассейн до сих пор всё ещё постепенно «тонет» и в нём всё ещё накапливается речной осадок. Около 20 миллионов лет назад образовались крупные мелкие озёра, которые покрывали бо́льшую часть территории в течение примерно 10 миллионов лет. С того времени, когда Австралия дрейфовала на север, а климат постепенно становился более засушливым, озёра и поймы рек начали высыхать. Во время ледникового периода за последние 2,6 миллиона лет произошли существенные климатические изменения, что привело к изменению климатического режима и, как следствие, к довольно быстрому опустыниванию района.

## География
В годы особенно сильных дождей все реки в этой обширной засушливой области текут вглубь материка к озеру Эйр. В это время оно заполняется водой и в течение короткого времени разливается, и становится полноводным и плодородным: размножаются давно спящие морские существа и большие стаи водоплавающих птиц прилетают, чтобы кормить и разводить своих детёнышей, прежде чем воды снова испарятся. Среднегодовой сток в бассейне озера Эйр является самым низким в мире среди всех крупных водосборных бассейнов. Количество осадков в районе, прилегающем к озеру Эйр, составляет 125 миллиметров.

### Реки
Реки Купер-Крик, Финке, Джорджина и Дайамантина являются четырьмя основными реками бассейна; другие небольшие пустынные реки: Уорбертон, Хейл, Пленти, Тодд, Нилес и Макумба. Поскольку бассейн озера почти плоский, реки текут медленно и часто разделяются на пойменные ручьи и каналы. Вода теряется в результате испарения и просачивания во многих эфемерных системах водно-болотных угодий, в результате чего потоки ниже по течению становятся меньше потоков верхнего течения и некоторые реки, наполняясь дождевой водой, текут всего несколько дней в году.

### Пустыни
Пустыни бассейна Стурт Стони, Тирари и Стшелецкого являются наиболее вероятными источниками пыли в южном полушарии.

### Озёра
В территорию бассейна входят также озёра: Фром, Ямма-Ямма, Харт.

## Фауна
В бассейне озера Эйр водится 27 отдельных видов рыб, 13 из которых являются эндемичными. Самый крупный вид рыб — маккуары, максимальный вес которых составляет около 3 кг.